# اسکایستگیریس
اسکایستگیریس (به لاتین: Skaistgirys) یک شهرک در لیتوانی است که در شهرستان شاولیای واقع شده‌است. اسکایستگیریس ۸۶۲ نفر جمعیت دارد.